# Don't Worry Bout Me (Zara Larsson)
Don't Worry Bout Me è un singolo della cantante svedese Zara Larsson, pubblicato il 29 marzo 2019 su etichetta discografica TEN Music Group, parte del gruppo della Epic Records.
Il brano è stato scritto dalla stessa cantante con Tove Nilsson, Rami Yacoub, Linnea Södahl, Jakob Jerlström, Whitney Phillips e Ludvig Söderberg, e prodotto dal gruppo The Struts.

## Accoglienza
Robin Murray della rivista Clash ha descritto il brano come «elettrizzante» e «un tour de force di energia pop, supportato da un ritornello assassino e una delle più potenti prestazioni vocali di Zara fino ad oggi». Cerys Kenneally di Line of Best Fit l'ha definita «un'elegante canzone estiva».

## Tracce
Download digitale
1. Don't Worry Bout Me – 3:28

Download digitale – Rudimental Remix
1. Don't Worry Bout Me (Rudimental Remix) – 3:13

Download digitale – Remixes
1. Don't Worry Bout Me (Rudimental Remix) – 3:13
2. Don't Worry Bout Me (Futosé Remix) (Radio Edit) – 3:43
3. Don't Worry Bout Me (Diamond Pistols Remix) – 4:00
4. Don't Worry Bout Me (Alle Farben Remix) – 2:51

## Classifiche
| Classifica (2019) | Posizione massima |
| ----------------- | ----------------- |
| Croazia           | 50                |
| Irlanda           | 36                |
| Lituania          | 66                |
| Norvegia          | 26                |
| Regno Unito       | 34                |
| Svezia            | 7                 |